# Singles 1968–1971
Singles 1968–1971 es un box set recopilatorio de los Sencillos y EP's de la banda The Rolling Stones este abarca todo lo publicado desde 1968 a 1971.  Este es uno de los últimos lanzamientos de la disquera ABKCO Records, quien tiene la licencia de los trabajos en estudio de The Rolling Stones desde 1963 a 1970, Singles 1968–1971 es el tercero de tres volúmenes consecutivos para conmemorar las versiones que no aparecen en los LP oficiales durante esta época.
Si bien el set cuenta con réplicas de las portadas de todos los sencillos, (hasta los CD son negros como emulando los vinilos), esta placa —y sus dos sucesoras, recibieron algunas críticas ya que previamente había sido publicado Singles Collection: The London Years de 1989 el cual ya incluía los sencillos de la banda. Por otra parte, la segunda mitad de esta colección se centra en parte del material de Metamorphosis y de las versiones remixadas de "Sympathy for the Devil" por The Neptunes.  Sin embargo, Singles 1968–1971 se las arregló para incluir un DVD como bonus, este contiene material visual de cuatro canciones que abarcan toda la década de los 60's.

## Lista de canciones
Todas las canciones compuestas por Mick Jagger y Keith Richards, excepto donde lo indica.
CD 1
1. "Jumpin' Jack Flash" – 3:38
2. "Child of the Moon" – 3:12

CD 2
1. "Street Fighting Man" – 3:09
  - Esta es la mezcla original del sencillo únicamente lanzado americana en 1968
2. "No Expectations" – 3:55
3. "Surprise Surprise" – 2:30
4. "Everybody Needs Somebody to Love" (Solomon Burke/Bert Russell/Jerry Wexler) – 5:03

CD 3
1. "Honky Tonk Women" – 3:00
2. "You Can't Always Get What You Want" – 4:50

CD 4
1. "Memo from Turner" – 4:07
  - Lanzado como sencillo solista de Mick Jagger en 1970
2. "Natural Magic" (Jack Nitzsche) – 1:39
  - Tema instrumental de Ry Cooder para el film Performance

CD 5
1. "Brown Sugar" – 3:49
2. "Bitch" – 3:36

CD 6
1. "Wild Horses" – 5:42
2. "Sway" – 3:47

CD 7
1. "I Don't Know Why" (Stevie Wonder/Paul Riser/Don Hunter/Lula Hardaway) – 3:01
2. "Try a Little Harder" – 2:17

CD 8
1. "Out of Time" – 3:22
2. "Jiving Sister Fanny" – 3:20

CD 9
1. "Sympathy for the Devil" – 6:17
2. "Sympathy for the Devil" (The Neptunes remix) – 5:54
3. "Sympathy for the Devil" (Fatboy Slim remix) – 8:24
4. "Sympathy for the Devil" (Full Phatt remix) – 8:05

Bonus DVD
1. "Time Is on My Side" (Norman Meade) (En vivo en The Ed Sullivan Show)
2. "Have You Seen Your Mother, Baby, Standing in the Shadow?" (Falso vivo 1966)
3. "Jumpin' Jack Flash" (Video promocional)
4. "Sympathy for the Devil" (Video del remix de The Neptunes)